# Сан-Бернарду-ду-Кампу
Сан-Бернарду-ду-Кампу (порт. São Bernardo do Campo) — місто і муніципалітет у бразильському штаті Сан-Паулу, частина Регіону ABC в межах міської агломерації Великий Сан-Паулу.

## Відомі люди
- Маурісіу Маньєрі (* 1970) — бразильський музикант.